# Санкт-Петербургский железнодорожный узел

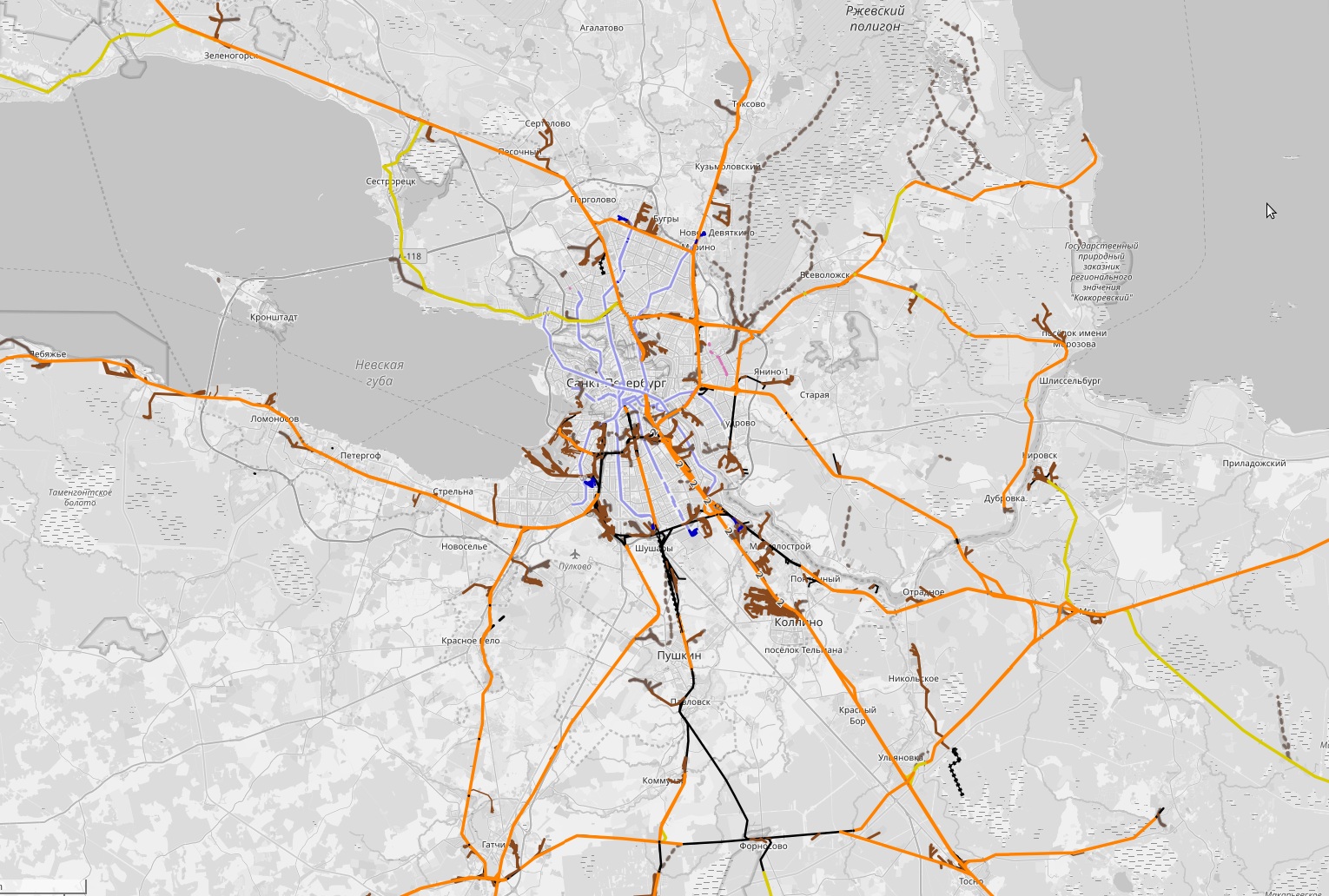
Железнодорожные линии Санкт-Петербурга на карте OpenRailwayMap/OpenStreetMap

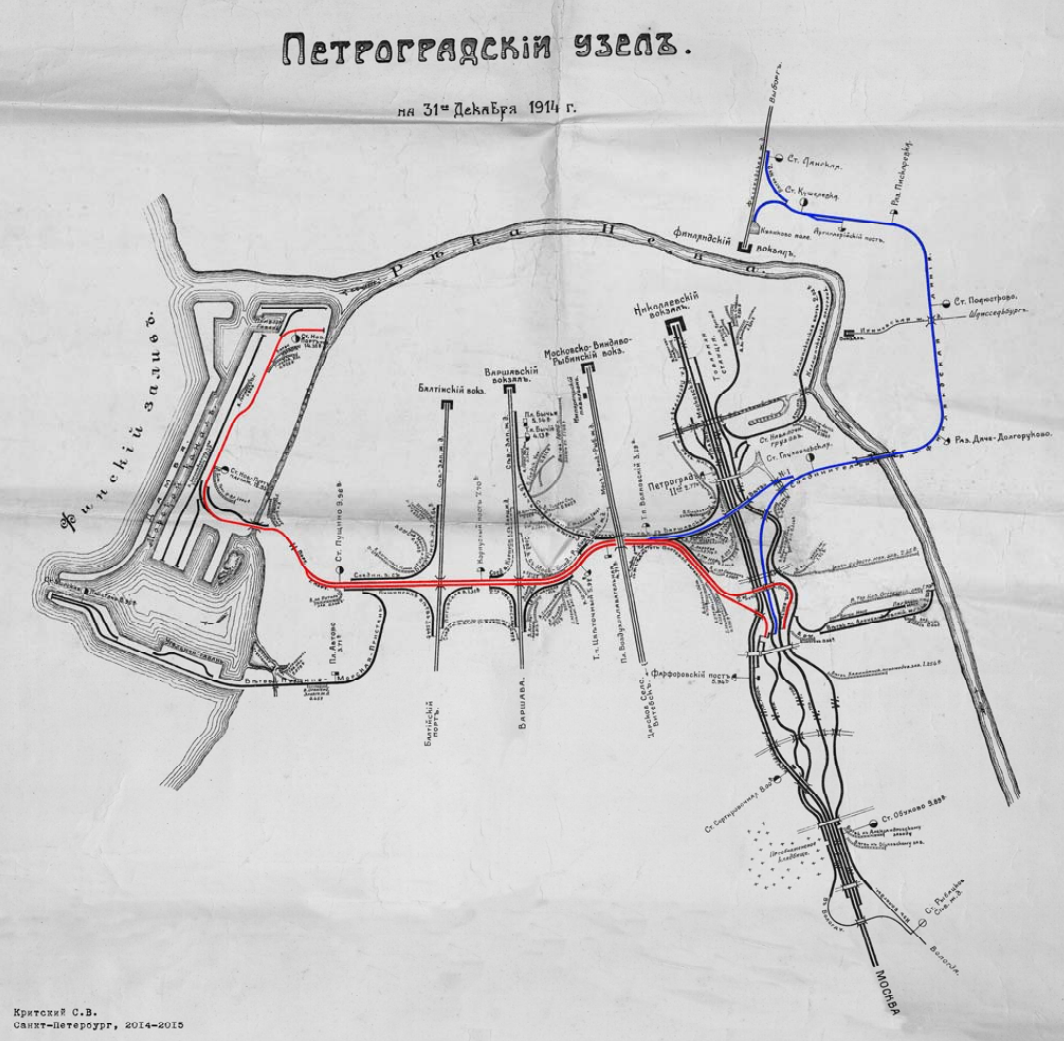
Схема узла в 1914 г.

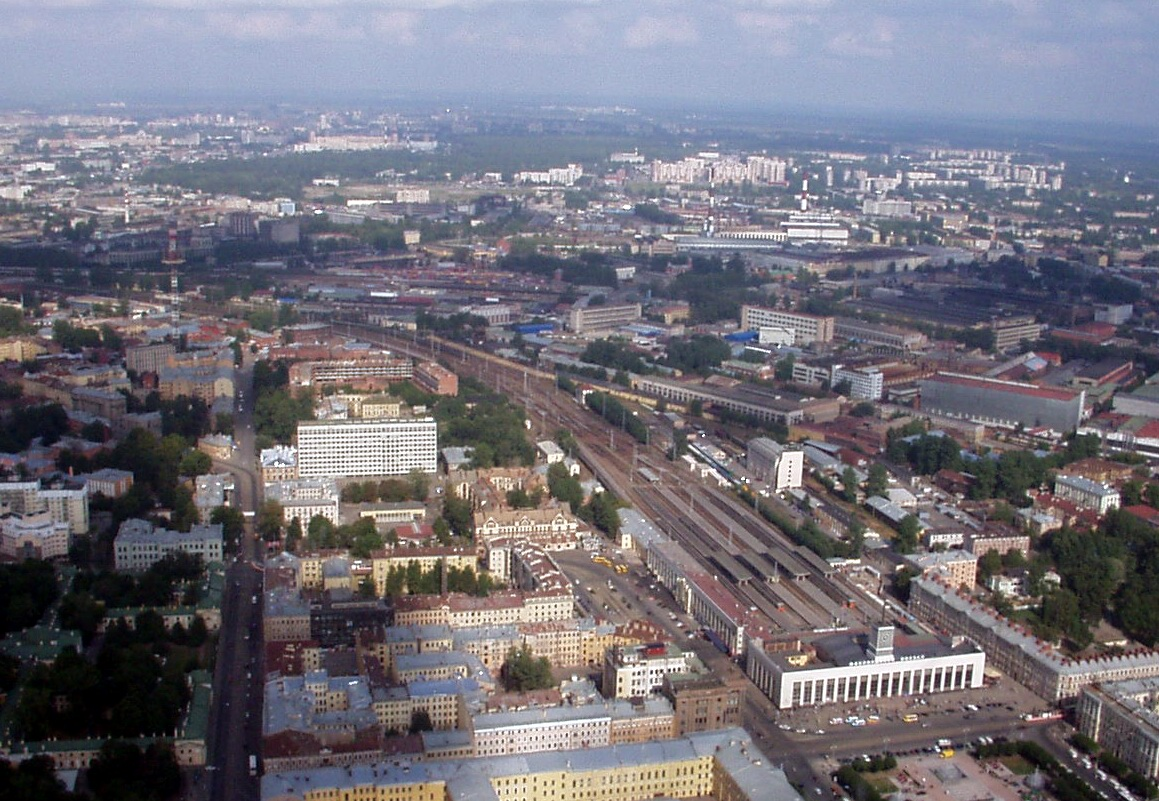
Санкт-Петербург-Финляндский

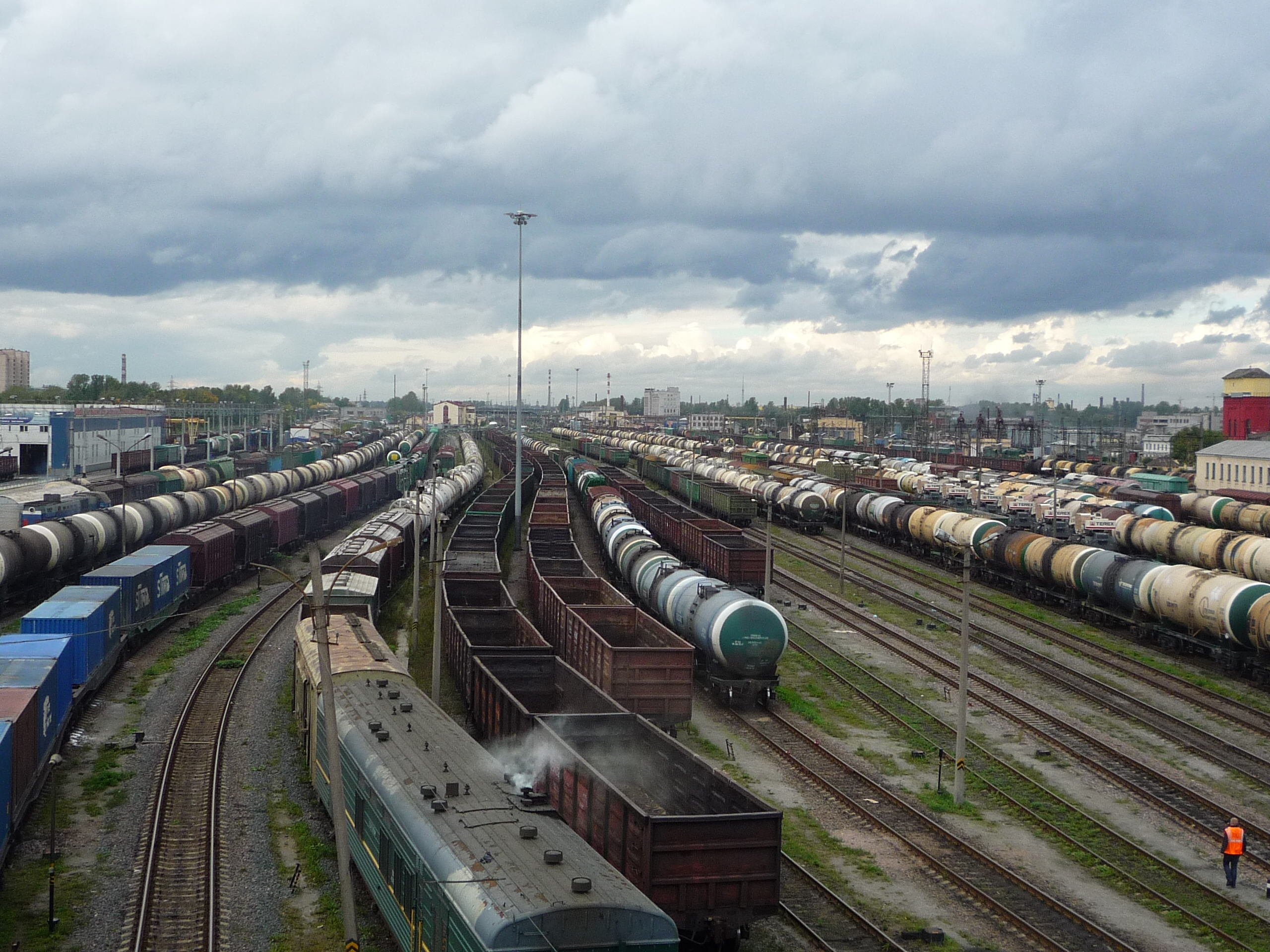
Санкт-Петербург-Сортировочный-Московский

Санкт-Петербу́ргский железнодоро́жный у́зел — крупнейший на Северо-Западе России, второй по величине в России после московского (первый по времени появления). Расположен на территории Санкт-Петербургского и Санкт-Петербург-Витебского регионов Октябрьской железной дороги.
Узел включает 423 км железных дорог. Является частью 9-го международного транспортного коридора. Железнодорожные пути и станции занимают в Санкт-Петербурге примерно 4 тыс. га территории. Грузооборот железнодорожного узла достиг уровня более 110 млн т в год. В настоящее время железнодорожный узел выполняет функции сортировочного центра для внешнеэкономических грузопотоков и предприятий других регионов, направленных в сторону Финляндии, Прибалтики и портов Балтийского моря. Для разгрузки петербургского узла и порта в начале XXI века в Ленинградской области был создан новый порт и сортировочный узел Усть-Луга.
Основной немаршрутизированный грузопоток на морские порты и пограничные переходы проходит через сортировочные станции Санкт-Петербург-Сортировочный Московский и Шушары. По своей структуре Санкт-Петербургский узел относится к железнодорожным узлам полукольцевого типа из-за расположенного на западе естественного препятствия Финского залива Балтийского моря. Десять железнодорожных направлений практически радиально сходятся к центральной части города. Большинство из них двухпутные, а Московское направление трёхпутное.
В состав узла входит 5 действующих вокзалов (Балтийский, Витебский, Московский, Ладожский, Финляндский; также существовали 3 исторических), 2 сортировочные станции (Санкт-Петербург-Московский-Сортировочный, Шушары), 2 портовые станции (Автово и Новый Порт), 10 пассажирских направлений (Балтийское, Лужское, Витебское, Московское, Волховстроевское, Ладожское, Ириновское, Приозерское, Выборгское, Сестрорецкое). Потребности узла в тепловозах (кроме тепловозного Витебского хода) обеспечивает локомотивное депо Санкт-Петербург-Сортировочный-Московский, в котором также имеются действующие паровозы, регулярно проезжающие по всевозможным городским путям, привлекая внимание жителей Петербурга громким шипением.

## История

### Предыстория
История железных дорог в России начинается 30 октября (11 ноября) 1837 года с открытия первой в Российской империи Царскосельской железной дороги, связавшей Петербург и Царское Село (рельсовый транспорт в России до этого также применялся на Чугунном колесопроводе в Петрозаводске и на дороге Черепановых на Урале). Для Царскосельской линии был построен первый железнодорожный вокзал, позже названный Витебским. Вторым вокзалом города стал Николаевский (ныне Московский), открывшийся в мае 1847 года для обслуживания будущей линии на Москву, и на первом этапе связавший столицу со станцией Колпино.
Экономической необходимости связать оба вокзала линией и тем самым начать формирование железнодорожного узла в эти годы не возникало: Царскосельская дорога играла прежде всего рекреационную роль. Кроме того, это было невозможно технически: австрийский инженер и предприниматель Герстнер спроектировал Царскосельскую дорогу под сверхширокую колею — 1829 мм. На стандартную русскую колею 1524 мм «царский путь» перешили только на пороге XX века, в 1900 году.
Хотя две следующие дороги также поначалу упирались только в места пребывания царской семьи, отмеченные шикарными дворцами — Гатчину (1853 год) и Петергоф (1857 год), — их значение начало уже понемногу выходить за рамки чисто курортно-рекреативного. От открытия новых веток Петергофской железной дороги до Красного Села (1859) и Ораниенбаума (1864) выиграли армия и флот. И хотя причал Ораниенбаума не шёл ни в какое сравнение с видневшимся за горизонтом Кронштадтом (а линию до фортов достроили только при советской власти, в 1920 году), Красное Село с этих пор окончательно принимает на себя роль места дислокации ежегодных сборов и учений гвардейских частей императорской армии.

### Первая соединительная линия
Началом формирования железнодорожного узла в Петербурге стала постройка соединительной линии между Николаевским и Варшавским вокзалами. Её трассировка в силу вышеизложенных причин была неслучайной: из четырёх направлений постройки железных дорог из Петербурга, начатых в 1840-70-е годы, только варшавское и киевское (при условии прокладки линии нормальной колеи с Царскосельского вокзала) были экономически перспективными в глазах финансового (банковского и промышленного) капитала как потенциальные объекты возвратного вложения средств.

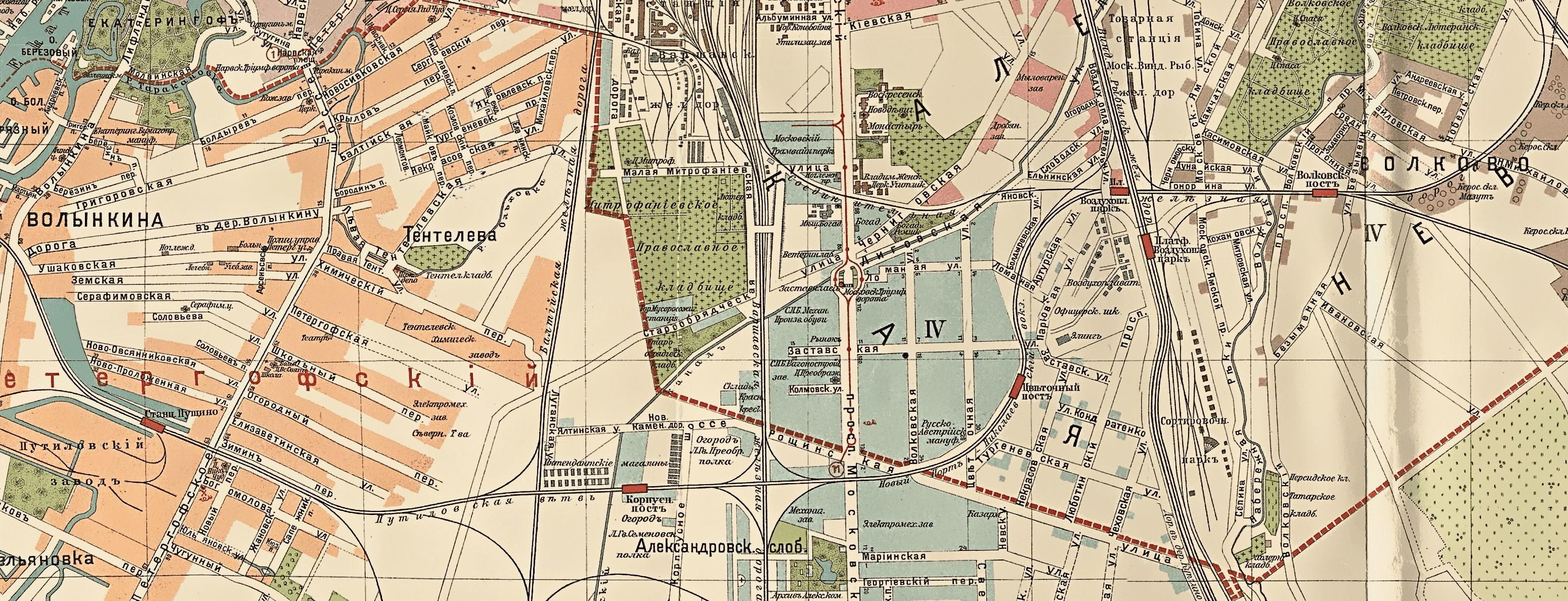
Соединительная и Путиловская ветви петербургского железнодорожного узла на карте 1912 года

Необходимость Соединительной ветви была обусловлена ростом «континентального», внутрироссийского грузооборота между Петербургом и остальной Россией. Уровень воды в Обводном канале оказался слишком низким для того, чтобы использовать его для доставки грузов на баржах к его среднему и нижнему течению. Перевалка и обработка хлебных грузов из центральных и северных губерний тяготела к Неве — и, соответственно, к товарным станциям Николаевской железной дороги. В то же время мясной, а также конный комплекс исторически сформировался на пути к Сенной площади. В 1825 году примерно в двух верстах от этого главного торжища столицы, на южном (тогда загородном) берегу Обводного канала в месте пересечения с Царскосельским (ныне Московским) проспектом, был сооружён Скотопригонный двор и бойня. Однако через 50 лет после этого перегон больших масс скота по улицам столицы был уже не лучшим решением. На этой окраине стала расти и другая промышленность, и после открытия Варшавской железной дороги необходимость её соединения с Николаевской стала очевидной. В 1869 году в месте пересечения Соединительной ветви с Царскосельской специально для обслуживания грузовых перевозок была построена полустанция Кресты — первая непассажирская станция в России.

### Путиловская ветвь
В отличие от Соединительной ветви, экономические интересы в постройке будущей Путиловской ветви, хоть и замыкались на только поднимающий голову отечественный капитал, но были одновременно также и внешнеторговыми, и военно-стратегическими. Идея, за реализацию которой взялся русский инженер и предприниматель Н. И. Путилов, была не только «проектом второй очереди петербургского железнодорожного узла»: одновременно формировалась и морская составляющая единого транспортного комплекса столицы России.
Выпускник Морского кадетского корпуса и офицерских классов, организатор высокотехнологического машинного производства в годы Крымской войны, один из создателей винтового парового флота России — Путилов пользовался заслуженным доверием в самых высоких кругах. Капиталистом и промышленником Путилов стал на ссуду, полученную из бюджета Морского министерства. Вложив эти деньги в покупку обанкротившихся мастерских в порту, Путилов вывел свой завод и его продукцию в лидеры. Цена «путиловского рельса» была на 30 % ниже английского или немецкого — уже это гарантировало быструю окупаемость вложений в будущую Путиловскую ветвь. Морской канал, к которому она вела — также его детище, благодаря которому одновременно с железнодорожным узлом родился Большой грузовой порт Петербурга.
Начинаясь от Николаевской железной дороги, Путиловская ветвь последовательно пересекала Царскосельскую, Варшавскую и Балтийскую железные дороги, а затем по мосту через Екатерингофку приходила в порт. Здесь, переходя с одного острова на другой, ветвь доходила до консигнационных и таможенных складов Гутуевского острова.

### Дальнейшее развитие узла

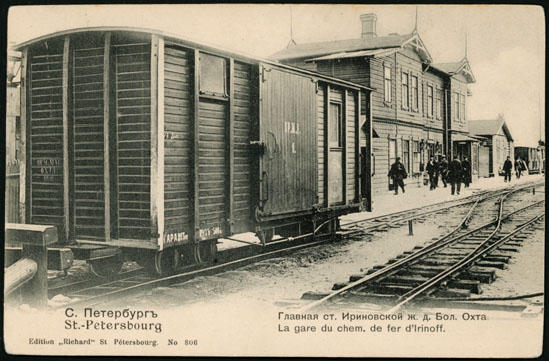
Охтинский вокзал

В 1870 году в Петербурге появился пятый вокзал, Финляндский. Новая линия относилась к управлению финляндских железных дорог.
1870-е — Железная дорога Балтийского завода.
1881 г. — основана станция Новый Порт.
В 1892—1894 годах появились ещё две железнодорожные линии — Ириновская и Сестрорецкая, обслуживаемые Охтинским и Приморским вокзалами соответственно.
В 1905 году от станции Обухово было построено ответвление на Вологду (Петербурго-Вологодская железная дорога).
В 1908 году началось строительство Соединительной железной дороги между финляндскими и русскими железнодорожными сетями (полное официальное название). Начиналась линия перед станцией Петроград II, где к ней подходили сразу два отвода: от Николаевской железной дороги (в районе керосиновых складов Восточного общества) и от Путиловской ветви за станцией Волковская. После стрелки одиночный путь проходил по эстакаде и далее на Финляндский мост (открыт в 1913 году), через Неву. На правом берегу за рекой Оккервиль находился разъезд Яблоновка, на котором прибывшие с севера поезда ждали пропуска через Неву. За Яблоновкой линия принимала строго меридиональное направление. На этом участке, за двухуровневым пересечением с Ириновской линией (соединение между ними отсутствовало) была устроена ещё одна многопутная станция — Рублёвики, за которой линия поворачивала на северо-запад и, миновав разъезд Пискарёвка, выходила на станцию Кушелевка, с которой можно было продолжать движение как в направлении Финляндии (поворот на 90 градусов направо, на север) так и к товарной станции Финляндского вокзала (поворот на 90 градусов налево, на юг).
В связи с задержкой с окончательным введением Финляндского моста в эксплуатацию, в апреле 1913 года жители Петрограда были свидетелями необычного зрелища:

Рано утром, почти ежедневно, на Литейном мосту можно наблюдать необычайное зрелище: движение товарных поездов, идущих от Николаевского вокзала к Финляндской товарной станции. Паровозы, с вереницей вагонов, пройдя по улицам и по Вознесенской набережной (?)… выходят на Литейный проспект. Здесь устроена стрелка для перевода поездов на мост. Паровозы втаскивают на мост только по 8 гружёных вагонов. Переведя их через мост, паровозы доставляют вагоны к товарным линиям по Нюстадтской улице. Во время движения через мост здесь часто происходят инциденты с извозчиками, у которых пугливые лошади бросаются в сторону, опрокидывая экипажи и ломая оглобли. Движение товарных поездов по Литейному мосту будет продолжаться до тех пор, пока не закончится постройка моста через Неву на соединительной ветке, идущей от Финляндской жел. дор. к Николаевской линии— Петербургский листок, 4 апреля 1913 года
Несмотря на неточности в описании маршрута (Вознесенской набережной нет; по Воскресенской набережной даже трамваи никогда не ходили и т. п.), сам факт использования трамвайных путей для перевозки товарных вагонов паровозами имел место. Этот опыт был позже использован и в предвоенное, и в блокадное время. Такая возможность (усиленные рельсы, стальные шпалы) была технически заложена уже в проект трамвайной магистрали. Усиленные пути для трамваев через ленинградское мосты продолжали укладывать и при их капитальном ремонте, вплоть до конца 1990-х годов.
До Первой мировой войны также было завершено строительство соединительной ветви Вологодской железной дороги. Она была подведена к станции Обухово, между основным ходом Николаевской железной дороги и Обуховским участком Путиловской ветви. С учётом того, что к этой же горловине, севернее Обуховской, была также проведена и Александровская ветвь, ведущая к промышленно-портовой зоне на Неве (южная часть Шлиссельбургского участка Петрограда), станция Обухово стала крупнейшим узлом железнодорожных коммуникаций на подходах в Николаевскому вокзалу. Роль крупнейшего узла станция Обухово играет и сегодня в составе Южной портовой ветви.
В конце 1915 года специальная комиссия Министерства путей сообщения (МПС) рассмотрела два варианта дальнейшего развития и реконструкции Петроградского железнодорожного узла: кольцевую схему С. Н. Кульжинского и А. А. Главацкого и радиальную схему Ю. В. Ломоносова. В феврале 1916 года Инженерный совет МПС одобрил кольцевую схему, и был запущен механизм её реализации на деле.
В южной части Кольцевой линии было отсыпано земляное полотно, начались земляные работы по сооружению предпортовой станции, возведение опор мостов и путепроводов. Но в условиях ведущейся войны и нараставшего хаоса это было непросто. «Работы постоянно задерживались или прекращались вовсе из-за недостатка рабочих рук, материалов, рельсов и т. д. В 1916–1918 гг. первоначальные планы многократно пересматривались и сокращались… сооружение новых сортировочных станций, предузловой и предпортовой, находилось в зачаточном состоянии».
В 1917 году до Петрограда была доведена вторая линия Финляндских железных дорог «Петроград — Хийтола», которая вошла в сеть через станцию Кушелевка.

### Первые советские годы
В 1920-х годах были закрыты а потом снесены Охтинский и Приморский вокзалы, отправления поездов были перенесены на Финляндский вокзал, для чего были проложены соответствующие соединительные линии. Тогда же была проложена линия «Ржевка — Нева — ГЭС-5».
В 1930-х годах для разгрузки Ленинградского железнодорожного узла была проложена соединительная ветка «Ручьи — Парнас — Парголово».
Также в начале 1930-х годов была построена пассажирская линия между Колпино и Пушкиным, главным образом для доставки рабочих на Ижорские заводы (оба города в это же время вошли в состав Ленинграда). Линия разбиралась во время войны, после неё была восстановлена и существовала до середины 1960-х годов.
Электрификация узла началась в 1933 году с участка от Балтийского вокзала до Лигово, хотя планы по электрификации появлялись ещё до революции, а Ораниенбаумская электрическая линия заработала в 1915 году.

### Финская война и блокада
В ходе Советско-финляндской войны 1939—1940 гг. Ленинградский узел стал важным прифронтовым центром снабжения и переброски войск, в связи с чем работа узла была перестроена под нужды военного времени. Это выявило очередные недостатки узла, в связи с чем пришлось снова использовать трамвайные пути. Историк транспорта С. В. Критский об этом пишет:

Сложившаяся ситуация вынуждала применять иногда неординарные решения. По Финляндскому железнодорожному мосту, как правило, пропускались только составы с тяжёлой техникой, санитарные поезда, специальные формирования и снабженческие грузы до районов выгрузки, а прибывавшие войска выгружались на подступах к Ленинграду, после чего следовали маршем на Карельский перешеек в районы сосредоточения. Для переправки снабженческих грузов через Неву использовались даже трамвайные пути и Литейный мост, по которому одновременно пропускались до 20 вагонов с паровозом легкого типа. Кроме того, с 1 января 1940 г. ежесуточно с 1.00 до 5.00 часов разрешалось для железнодорожного движения использовать трамвайные пути на Володарском мосту. Из автохозяйств города было мобилизовано сроком на 2 месяца около 300 грузовых автомобилей для перевозки скопившихся грузов с Ленинградского узла".— Критский С. В., журнал «Известия Петербургского университета путей сообщения», 2013 г.

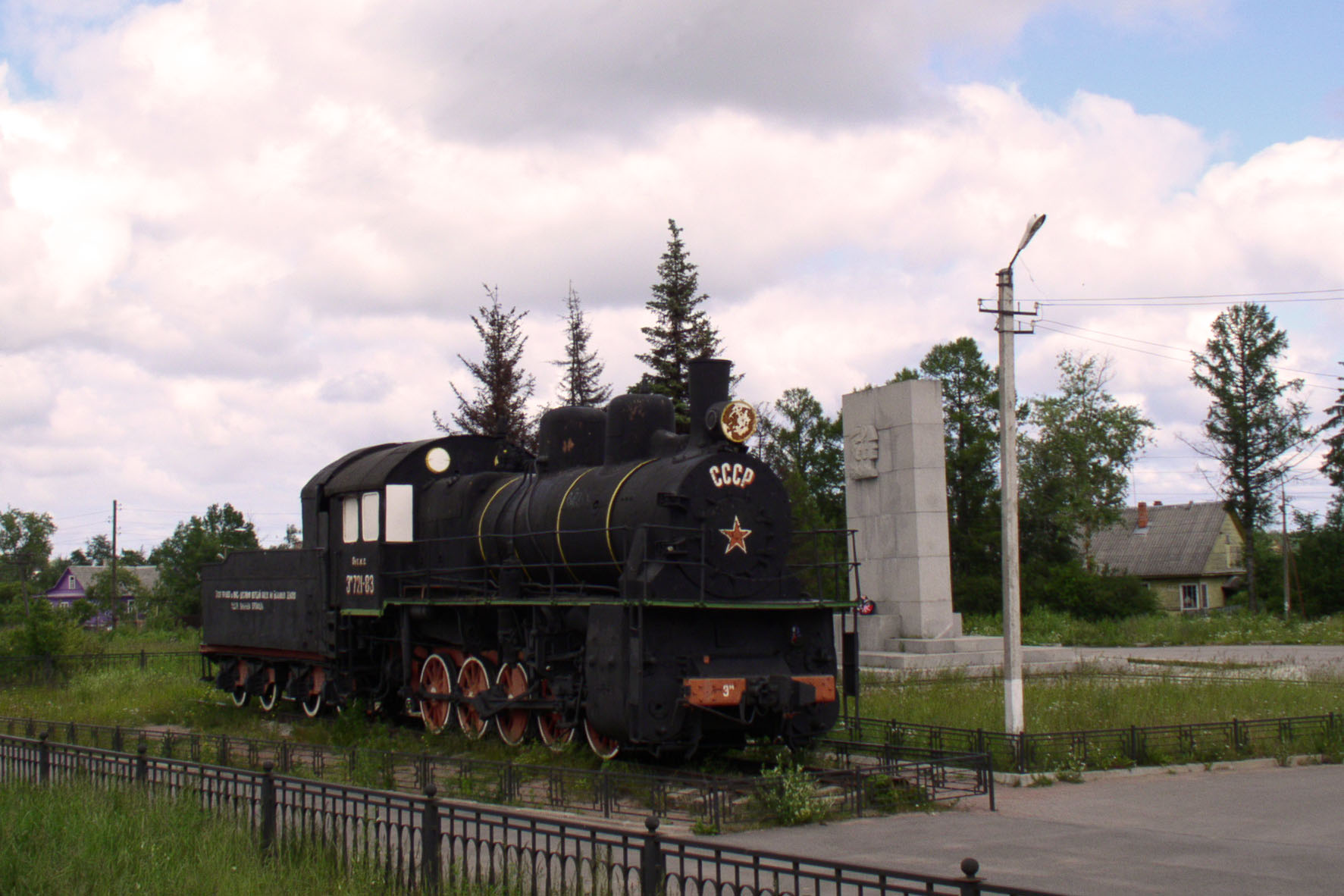
Паровоз Э^{М}−721-83, установленный на железнодорожной станции Петрокрепость в Ленинградской области в память о железнодорожниках «Дороги Победы»

Более того, фото паровика на Загородном проспекте близ Пяти углов подтверждает, что этот опыт был использован и в блокаду.
В 1940 году построена стратегическая линия «Дача Долгорукова — Горы». Для неё в рекордный срок в 1,5 месяца был построен Кузьминский железнодорожный мост через Неву в посёлке Павлово, ставший дублёром однопутного Финляндского моста. 1 сентября 1941 г. он был взорван и восстановлен только в 1954 году. В 1941 г. была построена и принята в эксплуатацию соединительная линия в северной части узла Ручьи — Парголово протяжённостью 16 км, позволившая осуществлять пропуск транзитных поездов на Выборгский ход в обход
чрезвычайно загруженной станции Кушелевка (с 26 декабря 1939 г. — так называемая «распорядительная станция», куда приходили все грузы для 7-й армии). Началось сооружение сортировочной станции Шушары, построен и принят в эксплуатацию с некоторыми переделками ряд соединительных ветвей: Ручьи — Полюстрово, Ленинград-Сортировочный-Московский — Купчинская, Предпортовая — Лигово, Шоссейная — Среднерогатская и Шоссейная — Предпортовая («Строительство № 102»).
В ходе войны и блокады Ленинграда железнодорожная инфраструктура сыграла важнейшую роль. Сооружения и материалы железных дорог использовались для укреплений, действующие пути для различных поставок — в том числе в рамках Дороги жизни и Дороги Победы. Дорога жизни — железная дорога Ладожское Озеро — Войбокало по зимнему льду в обход линии фронта для снабжения блокадников; Дорога Победы — железная дорога Шлиссельбург — Поляны с мостом через Неву, построенная после прорыва блокады для восстановления города. Спроектированы институтом «Ленгипротранс».

### После войны
Станцию Предпортовая перед войной перестраивали в крупный сортировочный узел с узловым паровозным депо, в войну сооружения были разобраны и более не восстанавливались. Множество довоенных вре́менных решений на узле закрепились впоследствии как постоянные. Перед войной в окрестностях Ленинграда было начато масштабное «Строительство № 75» по сооружению обхода Тихвин — Будогощь — Чудово — Веймарн, которое также не было возобновлено после войны.
Как пишет С. В. Критский, «в послевоенные годы какого-либо масштабного железнодорожного строительства в Ленинграде не велось. Узел развивался скорее качественно: электрифицировались отдельные линии и целые направления, на перегонах внедрялась автоблокировка, на станциях — электрическая централизация стрелок и сигналов, строились путепроводные развязки с городскими улицами и магистралями».
В 1967 году пути Варшавской железной дороги, располагавшиеся южнее Путиловской ветки в городской черте Ленинграда, были демонтированы, а поезда пущены по путям Балтийской железной дороги (что планировалось
осуществить ещё в предвоенные годы). На месте путей протянулась названная в честь линии Варшавская улица. Для связи с оставшейся частью линии параллельно Южной портовой ветви были проложены новые пути с последующим соединением на станции Шоссейная со старым участком, идущим до Гатчины.
В 1983—1987 гг. Финляндский железнодорожный мост был продублирован вторым параллельным мостом, в результате чего перегон Глухоозерская — Дача Долгорукова стал двухпутным.
В 1991 году при базе запаса станции Шушары был открыт Музей железнодорожной техники имени В. В. Чубарова, известный как Паровозный музей.

### XXI век

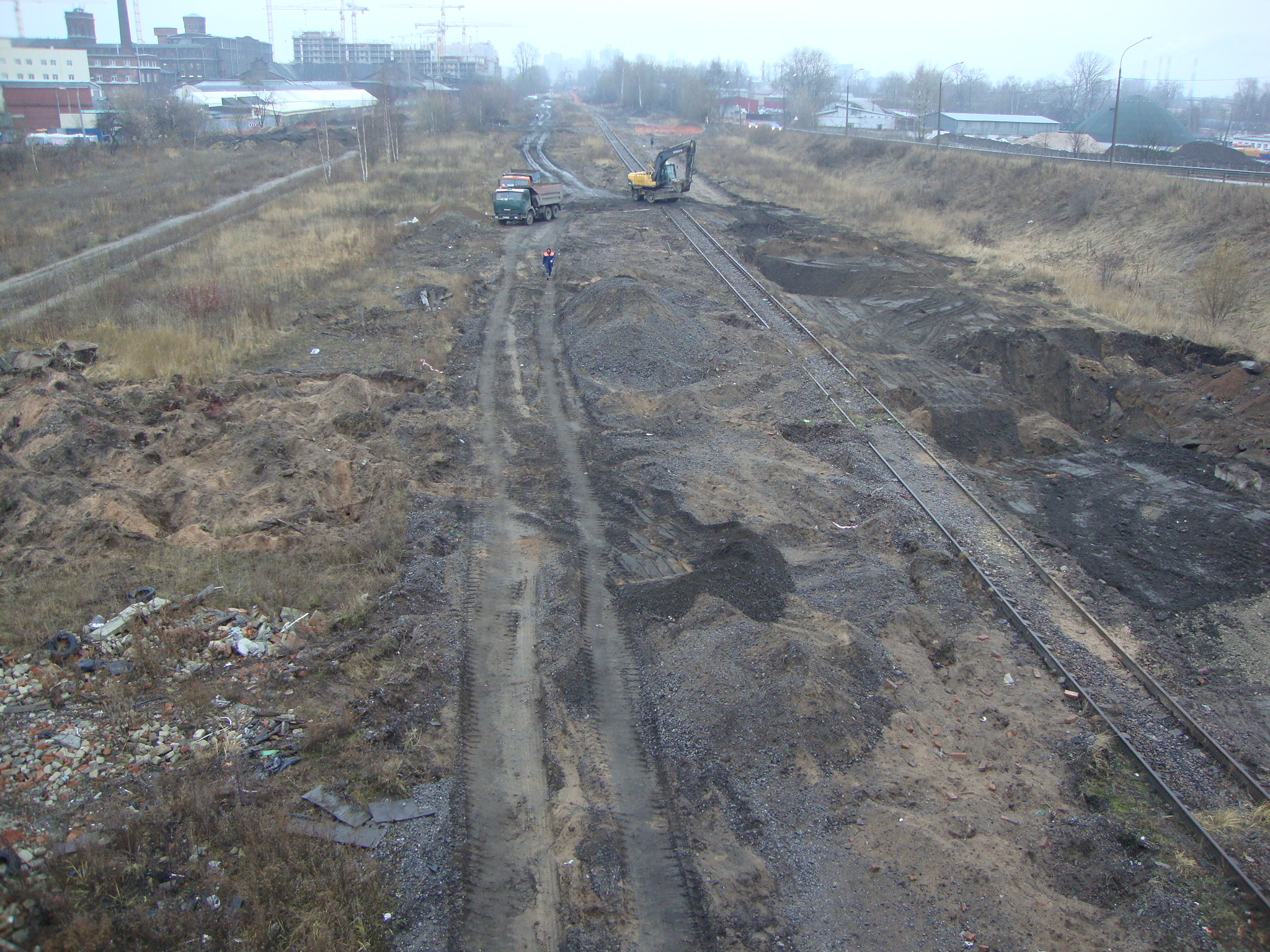
Ликвидация остатков Варшавского направления

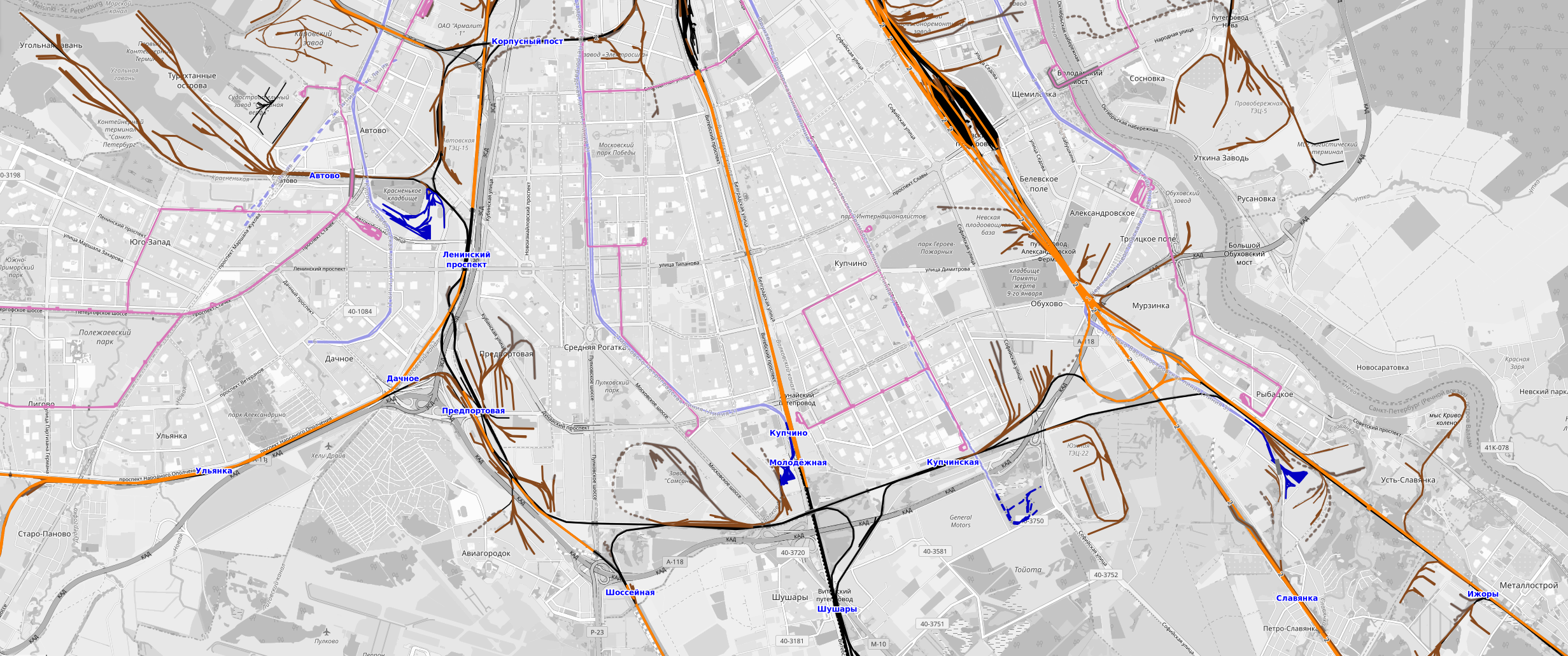
Южная портовая ветвь в 2019 г.

В 2001 году пассажирские отправления с Варшавского вокзала прекращены, пригородные поезда перенесены на Балтийский вокзал, поезда дальнего следования — на Витебский. К платформам Варшавского вокзала переехал и был модернизирован Паровозный музей. Подъездной путь к нему существовал до 2017 года.
В 2002 году станция Обухово вошла в состав станции Санкт-Петербург-Сортировочный-Московский.
В июне 2003 года на месте грузовой станции Дача Долгорукова был открыт новый Ладожский вокзал, частично разгрузивший Московский и Финляндский вокзалы. Одновременно произведена
реконструкция участка Дача Долгорукова — Горы, построена новая станция Заневский Пост-2.
Согласно Критскому, «в начале XXI в. развитие петербургского узла определялось преимущественно внедрением на главном ходу Октябрьской дороги скоростного движения с одновременным переносом всего грузопотока на северное направление (через Бабаево). В связи с этим в 2003—2004 гг. была осуществлена реконструкция южной части главной станции узла — Санкт-Петербург-Сортировочный-Московский».
В 2011 году открыта вторая линия детской железной дороги.
В 2017 году окончательно ликвидированы пути у Варшавского вокзала, а музейные поезда были перевезены оттуда в новый музей у Балтийского вокзала.

## Планы
В течение всех 2010-х годов обсуждаются разнообразные планы по запуску внутригородских электричек, которые всё это время не имеют никакого реального продолжения. После запуска в 2016 году Московского центрального кольца и последующего поэтапного ввода системы центральных диаметров петербургские планы стали неизбежно сравниваться с московскими. Основная идея, как и в Москве, заключается в перепрофилировании внутригородских грузовых линий в модернизированные пассажирские — проектировщики сходятся к идее опоясывающего Финский залив полукольца от Петергофа и Лигово вдоль Путиловской линии через Ладожский вокзал и далее по северным путям к Лахте или Парголово. Среди препятствующих планам факторов: неудовлетворительная пропускная способность Финляндского моста, низкая концентрация общественно значимых объектов вдоль предполагаемых трасс, общий управленческий кризис городской власти, выразившийся в 2018 году в досрочной отставке губернатора и ряда высших руководителей. Городские инфраструктурные проекты этого периода отличаются крайне затянутыми сроками строительства и регулярными их срывами, имеются тяжёлые проблемы с достройкой запланированных ещё в советское время станций метро. Тем не менее, в 2018 году РЖД подала заявку на бюджетное финансирование пассажирского полукольца (при этом некоторые планы строительства метро говорят о более узком полном кольце).
В начале 2020 года РЖД обнародовала целый комплекс масштабных планов по реорганизации петербургского узла стоимостью около 600 миллиардов рублей. Подтвердились планы по созданию городских электричек по типу московских, анонсировано увеличение объёмов существующих перевозок, вывод грузового движения из центральной части города и многое другое. Глава РЖД пообещал к 2026 году связать Петербург, Москву и Нижний Новгород высокоскоростной магистралью со скоростями до 400 км/ч. В октябре 2020 года было объявлено, что на заводе «Уральские локомотивы» в Верхней Пышме начинается строительство производственного комплекса для выпуска высокоскоростных электропоездов для этого проекта. Тогда же стало известно о планах по кардинальной реконструкции станции Волковская с превращением её в пересадочный узел и переводом туда дальних поездов с Московского вокзала — на вокзале предполагается оставить только скоростные и пригородные поезда. В ноябре 2020 года в городской бюджет было заложено 157 миллионов рублей на начальный этап проектирования реконструкции узла. В числе рассматриваемых идей — железнодорожные тоннели под аэропортом Пулково и от Балтийского вокзала до Финляндского.
16 апреля 2020 года, в условиях эпидемических ограничений на транспорте, состоялась обкатка маршрута «городской электрички» от Красного Села до Парголово по Путиловской линии через Ладожский вокзал и Ланскую. Время в пути составило 1 час 40 минут. Сообщается, что «пока в планы РЖД на этот маршрут входит пуск четырех ежедневных рейсов: по два утром и вечером», точных сроков не называется. При этом 9 апреля правление ОАО РЖД одобрило концепцию развития железнодорожной инфраструктуры города — «документ предполагает вывод грузового движения за пределы города по новому двухпутному северо-восточному и юго-западному обходам. Первый протянется на 85 километров, он свяжет Павлово-на-Неве и Орехово. Второй длиной 74 километра пройдет от Владимирской до Бронки».
В 2019 году обсуждался запуск пассажирского движения до Сертолово, планы реализованы не были. Параллельно был озвучен план запуска рельсовых автобусов от Волковской через Ладожский вокзал в Кудрово по промышленной линии до станции Нева. В декабре 2020 года было заявлено, что запуск может состояться в середине 2021 года в объёме 18 поездов в сутки. Летом 2021 года было объявлено, что проект «отложили».
С. В. Критский также сообщает, что «в отдалённом будущем возможно строительство северо-восточного обхода узла Манушкино—Токсово».
По состоянию на конец лета 2023 года в Санкт-Петербурге планируется строительство системы городской электрички на базе существующей железнодорожной инфраструктуры по аналогии с МЦД. Планируется строительство двух полуколец, одно из которых соединяло бы Ораниенбаум с Сестрорецком, а другое — Гатчину и Тосно.